# 吴忍畊
吴忍畊（1930年7月—2023年1月2日），男，上海人，中国金属材料专家，哈尔滨工业大学材料科学与工程学院教授，享受国务院政府特殊津贴专家。